# 仏教
仏教（佛敎、ぶっきょう、梵: बौद्धधर्म、巴: बुद्धो धम्म、英: Buddhism）は、インドの釈迦（ゴータマ・シッダッタ、ガウタマ・シッダールタ、ゴータマ・シッダールタ）を開祖とする宗教。仏陀（仏、目覚めた人、梵: Buddha）の説いた教え。キリスト教・イスラム教に次ぐ世界宗教の1つで、世界で4番目に大きな宗教である（信者の数はヒンドゥー教の方が多いが、ヒンドゥー教は信者がほぼインドに限られているため、世界宗教とは言いがたい） 。世界人口の7%である5億2000万人以上が仏教徒（信者）であり、特に東アジア、東南アジア、南アジアで広まっている。
教義は苦の輪廻からの解脱を目指す。仏教の教義は多様化しているが歴史学的・宗教学的には「死後に天界を含めて、一切皆苦のこの世界で二度と生まれ変わらないこと」を釈迦は目指していたと説明される（大乗非仏説参照）。また原因と結果の理解に基づき諸々の現象が縁起すると説く。
仏教は釈迦仏、その教えである法（ダルマ）、その実践者である僧からなる三宝を中心に組織される。実践における戒定慧の三学は、戒律、心を集中する禅定、ものごとの縁起を観察する智慧。後ろ2つは併せて止観とも呼ばれる仏教の瞑想法。実践にて重要となる能力は六波羅蜜や八正道のように、いくつかの方法でまとめられている。
正確な年代は不明だが、考古学的見解からは紀元前6世紀頃にインドの北東部で始まったとされ、今では初期仏教として研究される。釈迦は、他の宗教者の主張であるアートマン（真我）の存在を否み無我とした。釈迦の死後数百年で部派仏教が生まれ、大衆部と上座部に分かれた。更に細分されたが、今なお大きな勢力として続くのは、南方に伝播した上座部仏教で、初期の教えを模範とする。紀元前の終わり頃に北方に伝播し日本にも伝わることになる大乗仏教が始まり、教義や団体は多彩に発展しており、禅那の瞑想法の様々、チベットや日本の真言宗に残る密教、一方で浄土信仰のような信仰形態の変化など多様である。
大乗仏教では三身説をとるが、姿・形をもたない宇宙の真理たる法身仏、有始・無終の存在で衆生を救う仏である報身仏（人間に対する方便として人の姿をして現れることもある）に対して、応身仏である釈迦如来は衆生を救うため人間としてこの世に現れた仏であると説明される。釈迦を単なる人間ではなく超人的存在と捉える三身説は、キリスト教の三位一体論や両性説（神の子イエスは人間を救うため受肉してこの世に現れた存在であるという教義）と比較研究されることがある。大乗仏教の経典（『華厳経』『阿弥陀経』など）では、釈迦は法身・報身の他の仏（毘盧遮那如来・阿弥陀如来・薬師如来など）の功徳も説いたとされ、現世利益（例えば薬師如来の病平癒の功徳）や来世救済（例えば阿弥陀如来の教化する西方浄土への往生）のためこれらの仏も信仰される。
仏教は他の世界宗教に比べて原理主義的思想に基づく社会弊害が少ないと言われることもあるが、スリランカでは仏教原理主義者によるイスラム教徒への迫害が社会問題になっている（シンハラ仏教ナショナリズム）。

## 名称
「仏教」は明治時代に始まる新しい呼称で、江戸末期までは「仏法」「仏道」と呼ばれた。
インドでは古来、「ブッダ（Buddha）」にちなみ、「ブッダに属する」「ブッダの信奉者」を表す「バウッダ（Bauddha）」という語が使われる。また「バウッダ・ダルマ（ブッダの法）」や「バウッダ・ダルシャナ（ブッダの思想）」という表現も使われる。

## 教義
仏教の教義は時代や地域ごとに変化していった。歴史に実在した人物としての釈迦が生前に説いた教義についても、諸説がある。

### 釈迦の修行法
近現代の学界では、歴史に実在した人物としての釈迦は、後世の仏教が説くような煩瑣な教理や修行法は説かなかった、とされる。伝統仏教で釈迦の直説とされてきた修行法三十七道品も、現代の学界では以下のように釈迦の死後に成立したものであることがわかっている。
釈迦の死後、解脱のための修行マニュアルがしだいに整備されていった過程を、並川孝儀は以下のように推定している(並川2023a,p.14)。
- 最古層経典：修行法はほぼ「戒」や「定」や「慧」（後世の三学）に該当する内容で占められる。
- 古層経典：新たな修行法もみられるようになる。その代表的な修行法が七種の修行法（三十七道品）である。中でも「五根」が最も早くみられ、続いて「八正道(八聖道)」が「四諦(四聖諦)」と一体で説かれる。
- 新層経典：新たに「四念処」「四正勤」「四神足」「五力」「七覚支」という修行法が説かれる。

並川は「後に三十七道品とも三十七菩提分法（bodhipakkhiyā dhammā）ともいわれる七種の修行法は、古層経典の時代になって説かれ始め、仏教が成立した当初から存在していたものではない。」（並川2023a,p.1）と述べる。

### 世界観
dukkhā jāti punappunaṃ.

繰り返し行われる 生（ジャーティ）は
苦である
仏教の世界観は必然的に、仏教誕生の地であるインドの世界観である輪廻と解脱の考えに基づいている。生老病死、人の一生は苦であり、永遠に続く輪廻の中で終わりなく苦しむことになる。その苦しみから抜け出すことが解脱であり、修行により解脱を目指すことが初期仏教の目的とされていた。

#### 輪廻転生・六道・仏教と神
仏教においては、迷いの世界から解脱しない限り、無限に存在する前世と、生前の業、および臨終の心の状態などによって次の転生先へと輪廻するとされている。部派では「天・人・餓鬼・畜生・地獄」の五道、大乗仏教ではこれに修羅を加えた六道の転生先に生まれ変わるとされる。生前に良い行いを続け功徳を積めば次の輪廻では良き境遇（善趣）に生まれ変わり、悪業を積めば苦しい境遇（悪趣）に生まれ変わる。
また、神（天）とは、仏教においては天道の生物であり、生命（有情）の一種と位置づけられている。そのため神々は人間からの信仰の対象ではあっても厳密には仏では無く仏陀には及ばない存在である。

### 因果論

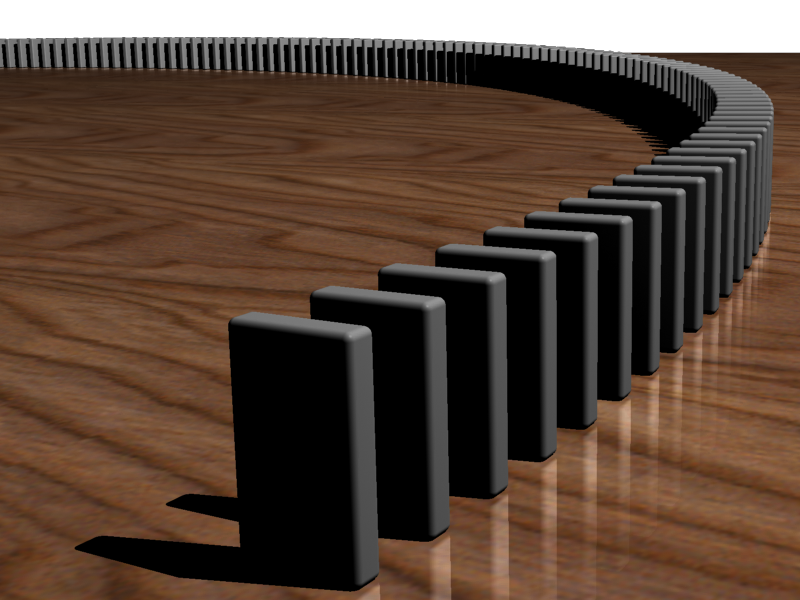
ドミノ倒し。仏教では「AによってBが生ずる」と因果性を説く（縁起）

仏教は、物事の成立には原因と結果があるという因果論を基本的考え方に据えている。一切の現象（サンスカーラ）は原因によって現れ、｢偶然による事物の発生」｢(原因なく）事物が突然、生じること」｢神による創造」などは否定される。
生命の行為・行動（体、言葉、心でなす三つの行為）にはその結果である果報が生じる業論があり、果報の内容如何により人の行為を善行と悪行に分け（善因善果・悪因悪果)、人々に悪行をなさずに善行を積むことを勧める。
また、個々の生に対しては業の積み重ねによる果報である次の生・輪廻転生を論じ、世間の生き方を脱して涅槃を証さない（悟りを開かない）限り、あらゆる生命は無限にこの輪廻を続けると云われる。
輪廻・転生および解脱の思想はインド由来の宗教や哲学での普遍的な要素だが、生まれ変わりや解脱を因果論に基づいて再編したことが仏教の特徴となっている。
生きることは苦であり、人の世は苦に満ち溢れている。そして、あらゆる物事は原因と結果から基づいているので、人々の苦にも原因が存在する。したがって苦の原因を取り除けば、人は苦から抜け出すことが出来る。これが仏教における解脱論である。
また、仏教においては、輪廻の主体となる永遠不滅の魂（アートマン）の存在は「空」の概念によって否定され、輪廻は生命の生存中にも起こるプロセスであると説明されることがある点でも、仏教以前の思想・哲学における輪廻概念とは大きく異なっている。
輪廻の主体を立てず、心を構成する認識機能が生前と別の場所に発生し、物理的距離に関係なく、この生前と転生後の意識が因果関係を保ち連続しているとし、この心の連続体（心相続、चित्तसंतान citta-saṃtāna）によって、断滅でもなく、常住でもない中道の輪廻転生を説く。

#### 縁起
以下因果に基づき苦のメカニズムを整理された十二縁起を示す。
1. 無明（四諦、十二縁起に対する無知[19]）
2. 行（潜在的形成力）
3. 識（識別作用）
4. 名色（心身）
5. 六入（六感覚器官）
6. 触（接触）
7. 受（感受作用）
8. 愛（渇愛）
9. 取（執着）
10. 有（存在）
11. 生（出生）
12. 老死（老いと死）

これはなぜ「生老病死」という苦のもとで生きているのかの由来を示すと同時に、｢無明」という条件を破壊することにより「生老病死」がなくなるという涅槃に至る因果を示している。

#### 空
あらゆるものは、それ自体として実体を持っているわけではないという考え。

### 苦、その原因と解決法
仏教では、生きることの苦から脱するには真理の正しい理解や洞察が必要であり、そのことによって苦から脱する（＝悟りを開く）ことが可能である（四諦）とする。そしてそれを目的とした出家と修行、また出家はできなくとも善行の実践を奨励する（八正道）。
このように仏教では、救いは超越的存在（例えば神）の力によるものではなく、個々人の実践によるものと説く。すなわち、釈迦の実体験を最大の根拠に、現実世界で達成・確認できる形で教えが示され、それを実践することを勧める。

#### 四諦
釈迦が悟りに至る道筋を説明するために、現実の様相とそれを解決する方法論をまとめた苦集滅道の4つ。
- 苦諦：苦という真理
- 集諦：苦の原因という真理
- 滅諦：苦の滅という真理
- 道諦：苦の滅を実現する道という真理（→八正道）

#### 中道
2つのものの対立を離れていること。断・常の二見、あるいは有・無の二辺を離れた不偏にして中正なる道のこと。仏教の各宗はその教理の核心を中道の語で表しているとされる。

#### 三法印
仏教における3つの根本思想。三法印の思想は古層仏典の法句経ですでに現れ、「諸行無常・諸法無我・一切行苦」が原型と考えられる。
大乗では「一切行苦」の代わりに涅槃寂静をこれに数えることが一般的である。これに再度「一切行苦」を加えることによって四法印とする場合もある。
1. 諸行無常 - 一切の形成されたものは無常であり、縁起による存在としてのみある
2. 諸法無我 - 一切の存在には形成されたものでないもの、アートマンのような実体はない
3. 涅槃寂静 - 苦を生んでいた煩悩の炎が消え去り、一切の苦から解放された境地（涅槃）が目標である
4. 一切行苦 - 一切の形成されたもの（サンカーラ）は、苦である

### 仏教の存在論
仏教そのものが存在を説明するものとなっている。変化しない実体を一切認めない、とされる。また、仏教は無我論および無常論であるとする人もおり、そういう人は、仏教はすべての生命について魂や神といった本体を認めないとする。そうではなくて釈迦が説いたのは「無我」ではなくて「非我」である（真実の我ではない、と説いたのだ）とする人もいる。衆生（生命・生きとし生けるもの）と生命でない物質との境は、ある存在が識（認識する働き）を持つか否かで区別される。また物質にも不変の実体を認めず、物理現象も無常、すなわち変化の連続であるとの認識に立つ（サンカーラ）。物質にも精神にも普遍の実体および本体がないことについて、「行為はあるが行為者はいない」などと説明されている。一切の現象は原因によって現れる、すなわち「偶然」「突然」「神による創造」などは否定される。
全ての生命要素を五蘊（色・受・想・行・識）に分ける。これは身体と4種類の心理機能のことで、精神と物質の二つで名色とも言う。
なお、日本の仏教各宗派には魂の存在を肯定する宗派もあれば、肯定も否定もしない宗派もあれば、否定的な宗派もあるが、本来、釈迦は我、アートマン (आत्मन्、ātman) を説くことはせず、逆に、諸法無我（すべてのものごとは我ならざるもの (अनात्मन्、anātman) である）として、いかなる場合にも「我」すなわち「霊魂」を認めることはなかった。
仏教では、根本教義において一切魂について説かず、「我が存在するか？」という質問については一切答えず（無記）、直接的に「我は存在しない」とのべず、「無我（我ならざるもの）」について説くことによって間接的に我の不在を説くだけだった。やがて後代になると「我ならざるもの」でもなく、「我は存在しない」と積極的に主張する学派も出てきた。

## 解脱への道
菩提分法（三十七道品）とは、菩提（悟り）に至るための素質・要因（道、magga, mārga）であり、様々な修習事項の記載がなされている。

### 上座部 - 八正道

法輪は八正道を表している

仏教の実践の重要な指導原則は中道である。これは釈迦の初転法輪の中で述べられており、そこで釈迦は極端な苦行および快楽主義の両方を避ける「中道」として、八正道を提示した。
この八正道は四諦の4番目で示されており、苦の停止の筋道を示している。八正道は渇望、執着、カルマの蓄積を止めることを教え、これにより無限の再生と苦のサイクルを終止させる。
八正道は以下のように三つに分類することができる（三学）。
| 分類                       | 八正道    | サンスクリット, パーリ          | 内容 |
| -------------------------- | --------- | ------------------------------- | --- |
| 慧 (梵: prajñā, 巴: paññā) | 1. 正見   | samyag dṛṣṭi, sammā diṭṭhi      | 来世は存在し、死ですべてがなくなりはしないと考え、釈迦が教える涅槃への道に従うこと。 |
| 慧 (梵: prajñā, 巴: paññā) | 2. 正思惟 | samyak saṃkalpa, sammā saṅkappa | 出家し、道に沿って宗教的な托鉢生活に入る。 |
| 戒 (梵: śīla, 巴: sīla)    | 3. 正語   | samyag vāc, sammā vācā          | 嘘をつかず、失礼な話をせず、他人が言っていた話を本人にしせず、救済につながる話をする。 |
| 戒 (梵: śīla, 巴: sīla)    | 4. 正業   | samyak karman, sammā kammanta   | 殺傷や加害をせず、与えられていない物を取らない。比丘については性的行為をしない。 |
| 戒 (梵: śīla, 巴: sīla)    | 5. 正命   | samyag ājīvana, sammā ājīva     | 比丘については、命を維持するために不可欠なものだけを手に入れて摂取する。在家者について経典では、正しい生計を立て間違った生計を避けるとし、たとえば衆生をだましたり害したり殺したりすることを避けると説明している。 |
| 定 (梵, 巴: samādhi)       | 6. 正精進 | samyag vyāyāma, sammā vāyāma    | 正しい努力。Harveyは、貪・瞋・痴という不健全な精神的状態を防ぎ、健全な精神的状態を増進させることだとしている。 |
| 定 (梵, 巴: samādhi)       | 7. 正念   | samyak smṛti, sammā sati        | ぼんやりすることなく、自分が今何をしているのか意識を向ける（マインドフルネス）。 |
| 定 (梵, 巴: samādhi)       | 8. 正定   | samyak samādhi, sammā samādhi   | 正しい瞑想または集中(dhyāna)。４つの禅那（四禅）として説明されている。 |

### 大乗仏教
大乗仏教では、菩薩（ボーディ・サットヴァ）への道を理論的中心とする。菩薩とは仏になろうと決意して修行する人のこと。

## 実践

### 法を聞いて学ぶ
沙門果経やキーターギリ経で説かれるように、釈迦が説いた悟りへの道の最初のステップは、釈迦の説いた法（ダルマ）を聞いて学ぶことである（正法聴聞）。これが仏の教えに対する自信や信(saddhā)の獲得につながると言われている。

### 三宝への帰依
伝統的に多くの宗派においては、教義実践の第一歩として三宝（triratna, tiratana）への帰依が求められる。三宝とは、
- ブッダ (仏)。歴史的なガウタマ・シッダールタ。真理に目覚めた者。
- ダルマ（法）。仏の教え。戒、止観、四諦、八正道、縁起。
- サンガ（僧伽）。出家し戒律を守るブッダの弟子たちのコミュニティ。狭義には預流向から阿羅漢果に至る四双八輩の者たちを指す。

パーリ経典ではヒンドゥー教における三宝のモチーフを採用しており、それはリグ・ヴェーダ 9.97.47 6.46.9、およびチャーンドーギヤ・ウパニシャッド 2.22.3–4で確認される。チベット仏教では時折ラマを加えて四宝とされる。 三宝は仏教徒にとって敬意を払うべきものと信じられている。
仏教では、三宝に帰依することは逃避ではなく、浄化、高揚、強化であるとみなされている。

### 戒定慧（三学）
戒定慧（かいじょうえ）とは、戒律によって心を惑わす悪行為から離れ、禅那により心をコントロールし鎮め、智慧を定めることこの世の真理を見極めることで、三毒の消滅を目指す。3つ併せて三学という。

### 戒
戒（かい、梵: śīla, 巴: sīla）とは、道徳的美徳といった概念であり、八正道では二つ目に位置づけられる不可欠なものである。それは正語、正業、正命で構成される。戒は、位階者および一般信者の両者における倫理的規範を定めている。これには、在家信者のための5つの教訓、修道僧のための8または10の教訓、および僧院生活のためのルール（律および波羅提木叉）がある。

#### 五戒

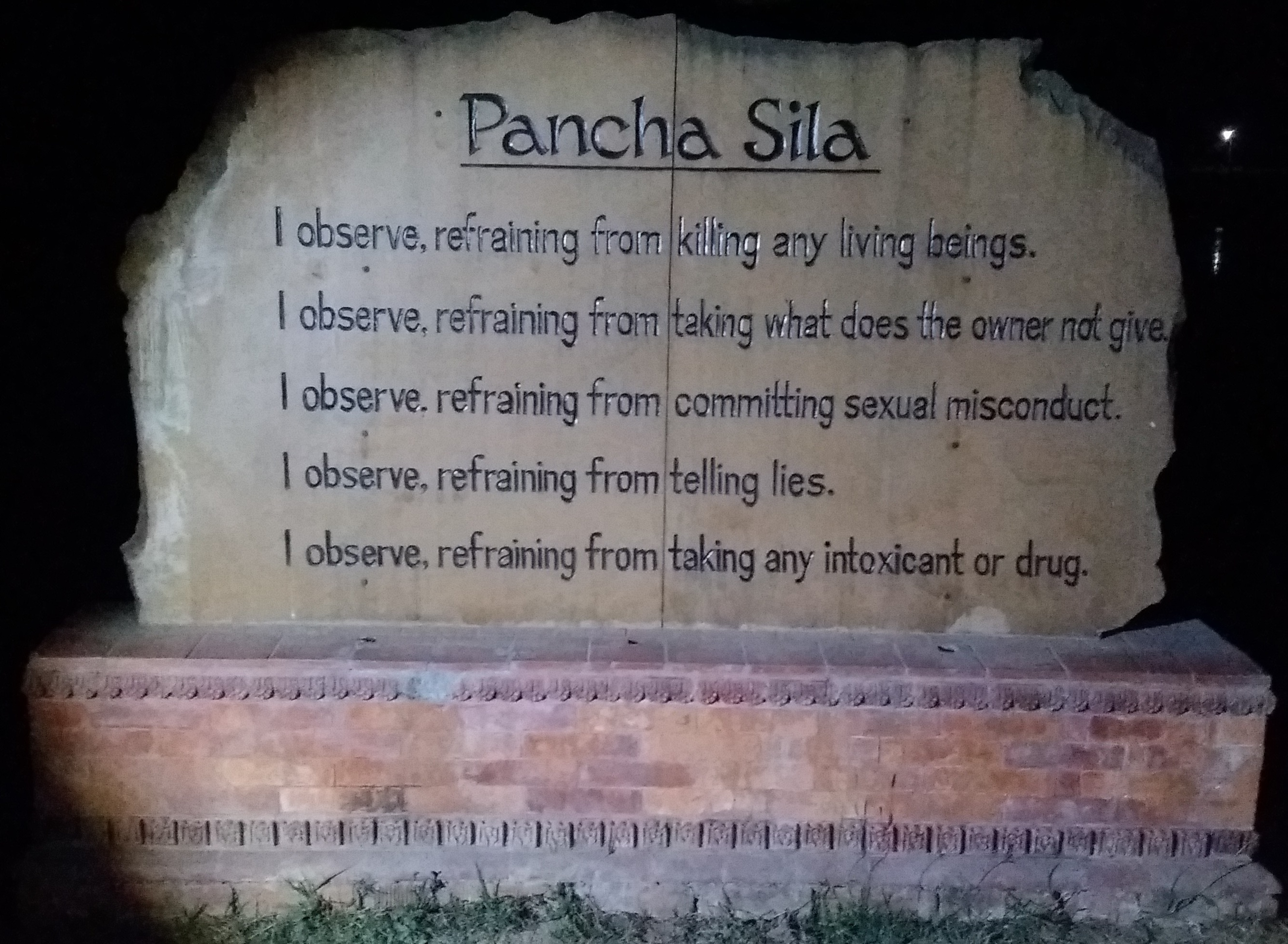
五戒の刻まれた銘版（ネパール,ルンビニ）

仏典においては、仏教徒の最低限の倫理基準として五戒(pañcasīla; pañcaśīla)を定めている。五戒は仏教において、波羅提木叉と共に最も重要な倫理規定である。
五戒は男性信者および女性信者の両者に適用され、内容は以下である。
1. （人、動物を）殺さない
2. 盗みをしない
3. 不道徳な性行為をしない
4. 嘘をつかない
5. 酒、薬物など酔わせる、酩酊させるものを避ける

五戒とは禁止事項ではなく、これを破ったことで制裁を受けるものではないが、これを破ることで生じる力はカルマとして、死後の世界への影響をおよぼすというのが仏教の信念である。仏教においては殺傷を行うと、死後は地獄界における再生をまねき、さらにその対象が僧であった場合には、その来世はより厳しい環境でより長い年月となるとされている。同様に、姦通はその相手が未婚か既婚かによって、娼婦や地獄界で次は再生することとなる。これらの倫理的教訓は、仏教文化におけるカルマと再生という信念を通じて、自発的かつ自主的に守られてきた。仏教教義においては、戒は菩提への道を推し進め、心と人格を発達させることを意図している 。

### 抑制と離欲

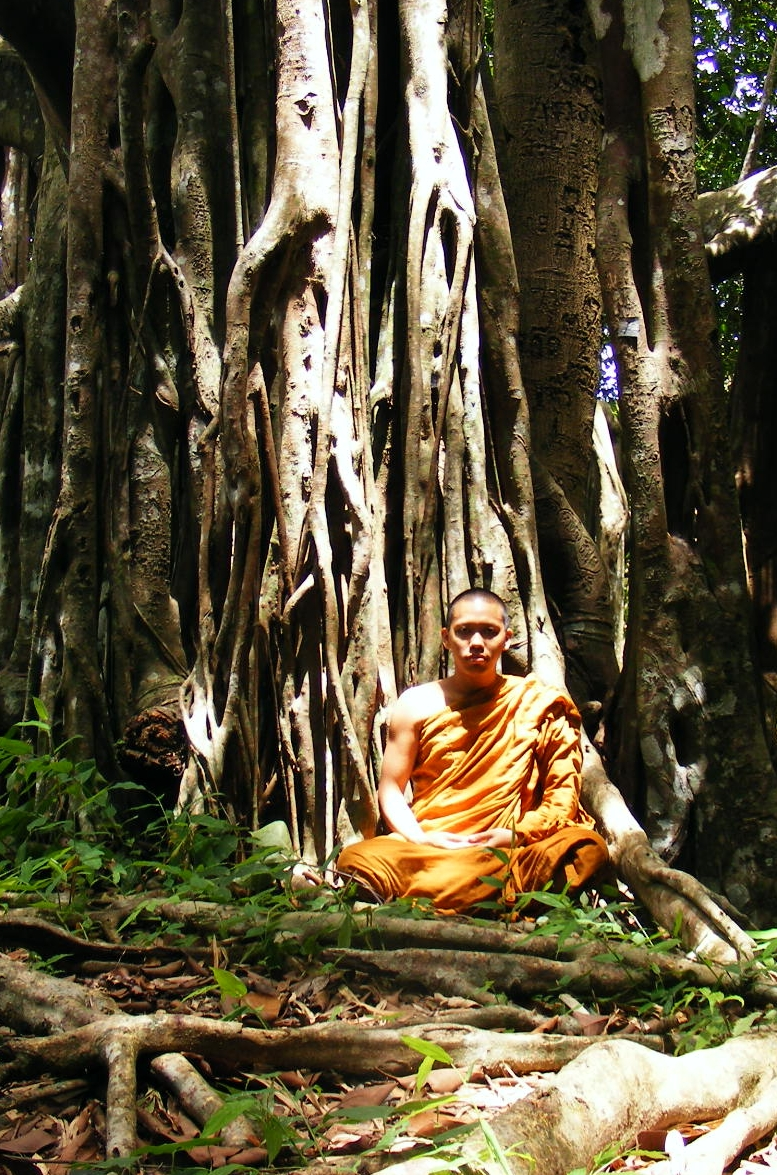
屋根のない木の下に住む、禁欲生活（dhutanga）

釈迦の教えの一つに、感覚の抑制（indriyasamvara）がある。様々な修行ステップにおいて示され、五蓋（瞑想の妨げ）からの煩悩を弱めることによって瞑想を守ることである。比丘アラヨナは「感覚的な印象が欲望や不満につながるのを防ぐために、感覚の扉を守ること」と表現している。これは感覚情報を回避することではなく、感覚に対して注意を払う（マインドフルネス）によって行われる（nimitta）。
関連する実践に、出離、離欲（nekkhamma; ネッカンマ）がある 。一般的にネッカンマとは、官能や世俗的なものへの欲望など、不健全と見なされる行動や欲望を放棄することである。ネッカンマは様々な方法で育てることができ、たとえば寄付（布施）はネッカンマを育む一つの形である。もう一つは、在家生活を放棄して比丘になることである。

### マインドフルネス
マインドフルネス（サティ; 念 ;  sati）と呼ばれる訓練は仏教の中心である。比丘アナラヨによれば、マインドフルネスとは、現在の瞬間を完全に認識することであり、記憶を増大強化させる。無著はマインドフルネスを「経験した対象に関して、心が忘れないこと。その働きは不忘である」と定義している。ルパート・ゲシン教授によれば、サティとは「物事と物事との関係性、すなわちそれらの相対的な価値を認識すること」としている。
初期仏教経典では四念処（Satipaṭṭhānas）や安那般那念（Ānāpānasati）として、マインドフルネスを修習するためのさまざな修行が記載されている。この能力は、自分の心の中では何をしているのか、何が起こっているのか、そしてそれが不健全な状態もしくは健全な状態によって影響を受けているかどうかを理解する能力である。

### 瞑想

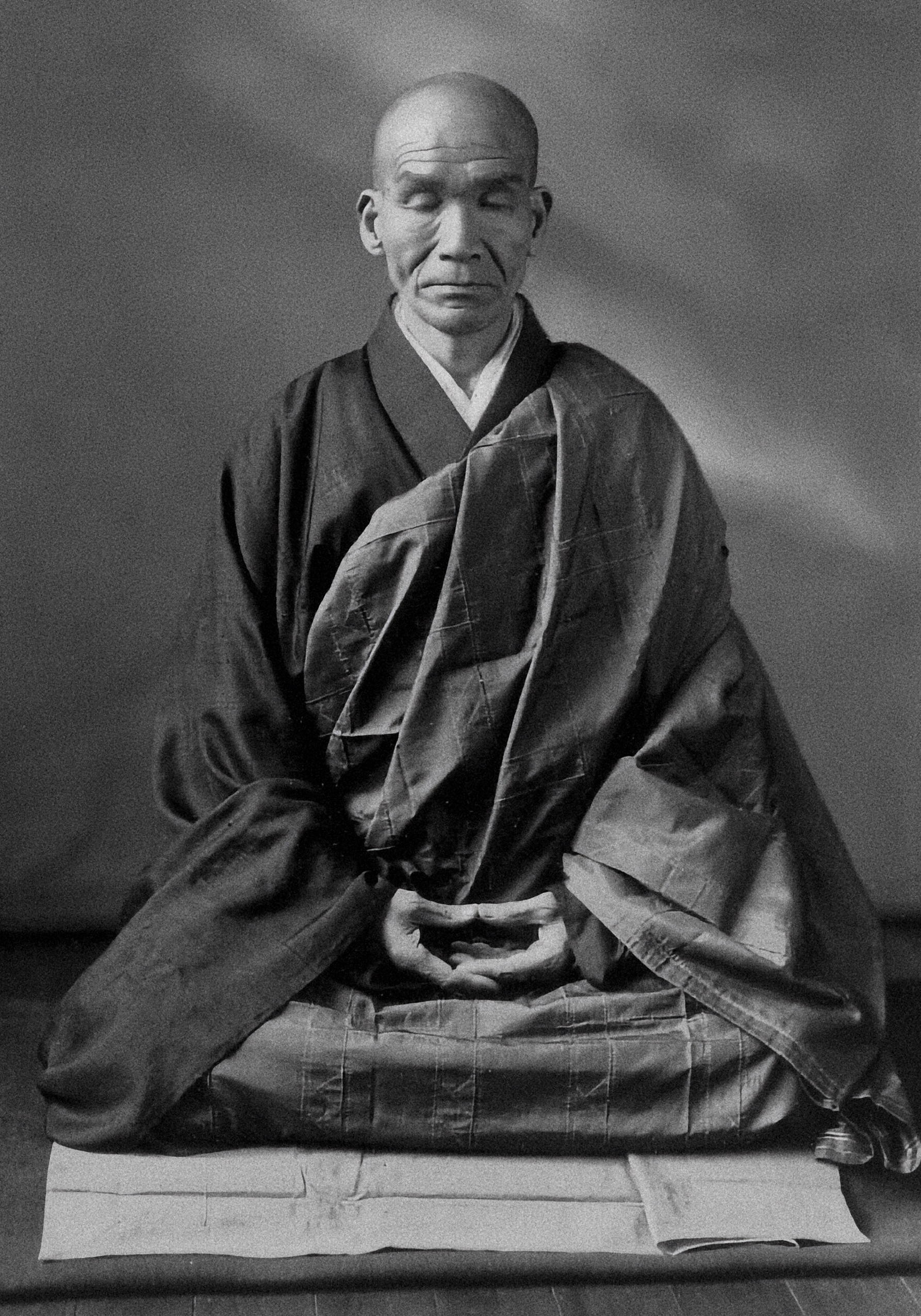
座禅（座ってのジャーナ）する澤木興道

仏教の伝統ではさまざまな瞑想法が発展しているが、主要なものは定（サマーディ; Samadhi）の達成と、禅那（ジャーナ;jhāna）の実践である。サマーディとは、穏やかで気が散らず、統一され集中された意識の状態である。無著はサマーディを「探究すべき対象への一点集中の心。その働きは、知識に土台を与えてることである」と定義している。ジャーナは「完全な平静心と覚醒状態 ( upekkhā-sati-parisuddhi )」であり、集中した精神修養によって到達される。
ジャーナの訓練は、穏やかな心を維持し、心を乱す思考や感情に注意を払って心に留めることによって、この穏やかな心が乱れされることを避けるのに役立つ。

### 律
律（りつ、Vinaya）とは、僧伽（サンガ）に属する比丘および比丘尼らの行動規範である。これには波羅提木叉が含まれ、上座部仏教においては227の禁止事項、75の儀礼規範、違反に対する罰則などで構成される。

## 歴史
| 仏教宗派の伝来に関するタイムライン (紀元前450年 – 1300年)                         |                             |             |                |                                                                                      |                                                                                      |                |                          |          |          |       |        |
|                                                                                   |                             |             |                |                                                                                      |                                                                                      |                |                          |          |          |       |        |
|                                                                                   | 紀元前450年                 | 紀元前450年 | 紀元前250年    | 100年                                                                                | 100年                                                                                | 500年          | 500年                    | 700年    | 800年    | 800年 | 1200年 |
|                                                                                   |                             |             |                |                                                                                      |                                                                                      |                |                          |          |          |       |        |
| インド                                                                            | 初期 仏教                   |             |                |                                                                                      |                                                                                      |                |                          |          |          |       |        |
| インド                                                                            | 初期 仏教                   | 部派仏教    | 部派仏教       | 部派仏教                                                                             | 部派仏教                                                                             | 大乗仏教       | 大乗仏教                 | 密教     | 密教     | 密教  |        |
| インド                                                                            | 初期 仏教                   | 部派仏教    | 部派仏教       | 部派仏教                                                                             | 部派仏教                                                                             |                |                          |          |          |       |        |
| インド                                                                            | 初期 仏教                   |             |                |                                                                                      |                                                                                      |                |                          |          |          |       |        |
| インド                                                                            | 初期 仏教                   |             |                |                                                                                      |                                                                                      |                |                          |          |          |       |        |
|                                                                                   |                             |             |                |                                                                                      |                                                                                      |                |                          |          |          |       |        |
| スリランカ · 東南アジア                                                           |                             |             | 上座部仏教     | 上座部仏教                                                                           |                                                                                      |                |                          |          |          |       |        |
| スリランカ · 東南アジア                                                           |                             |             |                |                                                                                      |                                                                                      |                |                          |          |          |       |        |
| スリランカ · 東南アジア                                                           |                             |             | 上座部仏教     | 上座部仏教                                                                           | アリ―派                                                                              |                |                          |          |          |       |        |
|                                                                                   |                             |             |                |                                                                                      |                                                                                      |                |                          |          |          |       |        |
| チベット                                                                          |                             |             |                |                                                                                      |                                                                                      |                |                          | ニンマ派 | ニンマ派 |       |        |
| チベット                                                                          |                             |             |                |                                                                                      |                                                                                      |                |                          | ニンマ派 | ニンマ派 |       |        |
| チベット                                                                          | カダム派                    |             |                |                                                                                      |                                                                                      |                |                          | ニンマ派 | ニンマ派 |       |        |
| チベット                                                                          | カギュ派                    |             |                |                                                                                      |                                                                                      |                |                          | ニンマ派 | ニンマ派 |       |        |
| チベット                                                                          | タクポ・カギュ派            |             |                |                                                                                      |                                                                                      |                |                          | ニンマ派 | ニンマ派 |       |        |
| チベット                                                                          | サキャ派                    |             |                |                                                                                      |                                                                                      |                |                          | ニンマ派 | ニンマ派 |       |        |
| チベット                                                                          | チョナン派                  |             |                |                                                                                      |                                                                                      |                |                          | ニンマ派 | ニンマ派 |       |        |
|                                                                                   |                             |             |                |                                                                                      |                                                                                      |                |                          |          |          |       |        |
| 中央アジア                                                                        |                             |             | ヘレニズム仏教 | ヘレニズム仏教                                                                       | ヘレニズム仏教                                                                       | ヘレニズム仏教 |                          |          |          |       |        |
| 中央アジア                                                                        |                             |             |                |                                                                                      |                                                                                      |                |                          |          |          |       |        |
| 中央アジア                                                                        | シルクロード仏教            |             |                |                                                                                      |                                                                                      |                |                          |          |          |       |        |
|                                                                                   |                             |             |                |                                                                                      |                                                                                      |                |                          |          |          |       |        |
|                                                                                   |                             |             |                |                                                                                      |                                                                                      |                |                          |          |          |       |        |
| 東アジア                                                                          |                             |             |                | 部派仏教 と 大乗仏教 (シルクロードを通じ 中国へ、またインドからの 海路 でベトナムへ) | 部派仏教 と 大乗仏教 (シルクロードを通じ 中国へ、またインドからの 海路 でベトナムへ) |                | 唐密                     | 唐密     | 唐密     | 唐密  | 唐密   |
| 東アジア                                                                          |                             | 南都六宗    | 南都六宗       | 部派仏教 と 大乗仏教 (シルクロードを通じ 中国へ、またインドからの 海路 でベトナムへ) | 部派仏教 と 大乗仏教 (シルクロードを通じ 中国へ、またインドからの 海路 でベトナムへ) | 真言宗         | 真言宗                   | 真言宗   |          |       |        |
| 東アジア                                                                          | 中国の禅宗                  |             |                | 部派仏教 と 大乗仏教 (シルクロードを通じ 中国へ、またインドからの 海路 でベトナムへ) | 部派仏教 と 大乗仏教 (シルクロードを通じ 中国へ、またインドからの 海路 でベトナムへ) |                |                          |          |          |       |        |
| 東アジア                                                                          | ベトナムの禅宗、 朝鮮の禅宗 |             |                | 部派仏教 と 大乗仏教 (シルクロードを通じ 中国へ、またインドからの 海路 でベトナムへ) | 部派仏教 と 大乗仏教 (シルクロードを通じ 中国へ、またインドからの 海路 でベトナムへ) |                |                          |          |          |       |        |
| 東アジア                                                                          |                             | 日本の禅    |                | 部派仏教 と 大乗仏教 (シルクロードを通じ 中国へ、またインドからの 海路 でベトナムへ) | 部派仏教 と 大乗仏教 (シルクロードを通じ 中国へ、またインドからの 海路 でベトナムへ) |                |                          |          |          |       |        |
| 東アジア                                                                          | 天台宗/浄土教               |             |                | 部派仏教 と 大乗仏教 (シルクロードを通じ 中国へ、またインドからの 海路 でベトナムへ) | 部派仏教 と 大乗仏教 (シルクロードを通じ 中国へ、またインドからの 海路 でベトナムへ) |                |                          |          |          |       |        |
| 東アジア                                                                          | 天台宗                      |             |                | 部派仏教 と 大乗仏教 (シルクロードを通じ 中国へ、またインドからの 海路 でベトナムへ) | 部派仏教 と 大乗仏教 (シルクロードを通じ 中国へ、またインドからの 海路 でベトナムへ) |                |                          |          |          |       |        |
| 東アジア                                                                          | 日蓮宗                      |             |                | 部派仏教 と 大乗仏教 (シルクロードを通じ 中国へ、またインドからの 海路 でベトナムへ) | 部派仏教 と 大乗仏教 (シルクロードを通じ 中国へ、またインドからの 海路 でベトナムへ) |                |                          |          |          |       |        |
| 東アジア                                                                          | 浄土宗/浄土真宗             |             |                | 部派仏教 と 大乗仏教 (シルクロードを通じ 中国へ、またインドからの 海路 でベトナムへ) | 部派仏教 と 大乗仏教 (シルクロードを通じ 中国へ、またインドからの 海路 でベトナムへ) |                |                          |          |          |       |        |
|                                                                                   |                             |             |                |                                                                                      |                                                                                      |                |                          |          |          |       |        |
| \| \| 説明: \| \| = 上座部仏教 \| \| = 大乗仏教 \| \| = 密教を兼学する大乗仏教 \| |                             |             |                |                                                                                      |                                                                                      |                |                          |          |          |       |        |
|                                                                                   | 説明:                       |             | = 上座部仏教   |                                                                                      | = 大乗仏教                                                                           |                | = 密教を兼学する大乗仏教 |          |          |       |        |

近年は異論もあるが、仏教の歴史の時代区分は、原始仏教、部派仏教、大乗仏教に三区分するのがおおかたの意見である。

### 初期仏教（原始仏教）
仏教は、諸説あるがだいたい2500年ほど前（紀元前5世紀頃）に、インド北部ガンジス川中流域で、釈迦が提唱し成立したと考えられている（初期仏教）。当時のインドでは祭事を司る支配階級バラモンとは別に、サマナ（沙門）といわれる出身、出自を問わない自由な立場の思想家、宗教家、修行者らがおり、仏教はこの文化を出発点としている。
釈迦が死亡（仏滅）して後、直ぐに出家者集団（僧伽、サンガ）は個人個人が聞いた釈迦の言葉（仏典）を集める作業（結集）を行った。これは「仏典結集」と呼ばれ、マハーカッサパ（摩訶迦葉尊者）が中心になって開かれた。仏典はこの時には口誦によって伝承され、後に文字化される。釈迦の説いた法話を経・律・論と三つに大きく分類し、それぞれ心に印しているものを持ち寄り、仏教聖典の編纂会議を行った。これが第一回の仏典結集である。
最も古い仏教経典集である阿含経は、初期仏教の姿が色濃く反映されている。初期仏教は、人が苦しみから脱却する方法として、あくまで自力による出家と修行を必要とするものであったが、より広く救いを求める切実な願いが原動力となって形成されていった仏教の派（の総称）が大乗仏教である。ただ、そのような大乗仏教も、初期仏教における世界観・救済観を乗り越える形で、業や空などの内実を変容・発展させていったという経過があるため、前提となっている阿含経を知ることは、大乗仏教を深く知る上でも有益と考えられている。

#### 中村元の主張
仏教学者の中村元は、そもそも歴史に実在した人物としての釈迦は「仏教というものを説かなかった」と主張する。釈迦が「説いたのは、いかなる思想家・宗教家でも歩むべき真実の道である。ところが後世の経典作者は(中略)仏教という特殊な教えをつくってしまったのである」 (中村1980p.327)と述べ、仏典(いわゆる「お経」)が説く「仏教の教義」の多くは後世の創作であると指摘した。

原始仏典『スッタニパータ』第803偈でも、釈迦は明確に「教義」をもつこと自体を否定している。
中村元は、
と力説している。
中村は、歴史に実在した釈迦の最期の言葉にも着目する。パーリ仏典『大パリニッバーナ経』によれば、釈迦が臨終の直前に語った生涯で最後の言葉は、
であった。同様の文言は、漢訳仏典にも、『長阿含経』巻四や『大般涅槃経』巻下その他に釈迦の最後の教えとして収録されている。中村は自著(中村1992p.347)の中で
とまで言い切っている。
中村の弟子で仏教学者の植木雅俊は、さまざまな原始仏典を引用し、釈迦が主張した「本来の仏教」を以下のように推定復元している(植木2019pp.340-341より引用)

### 部派仏教
仏滅後100年頃、段々と釈迦の説いた教えの解釈に、色々の異見が生じて岐れるようになってきた。その為に釈迦の説法の地であるヴァイシャーリーで、第二回の三蔵の結集を行い、釈迦の教えを再検討する作業に入った。この時、僧伽は教義の解釈によって上座部と大衆部の二つに大きく分裂する（根本分裂）。時代とともに、この二派はさらに多くの部派に分裂する（枝末分裂：しまつぶんれつ）。この時代の仏教を部派仏教と呼ぶ。部派仏教の上座部の一部は、スリランカに伝わり、さらに、タイなど東南アジアに伝わり、現在も広く残っている（南伝仏教）。

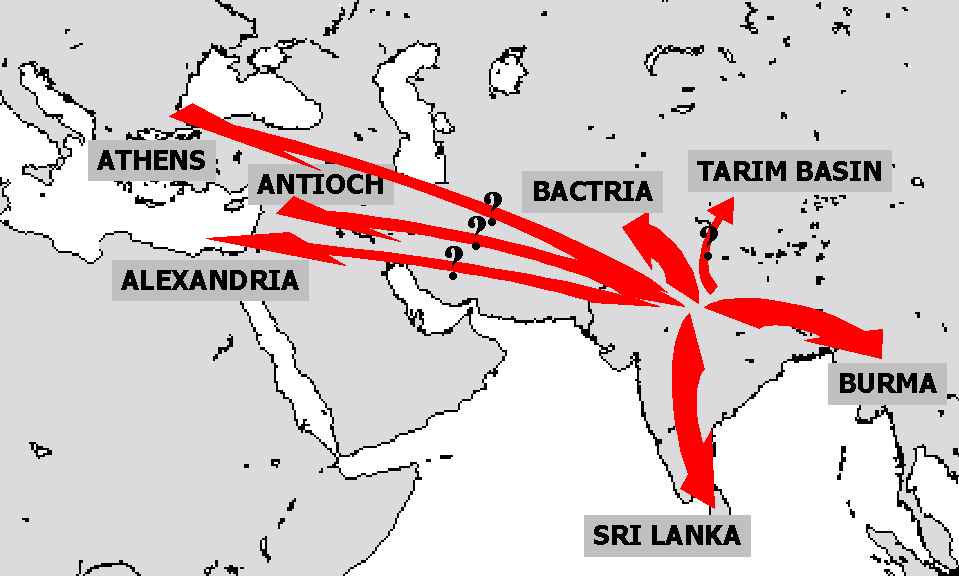
南アジア、西アジア方面への仏教伝播。

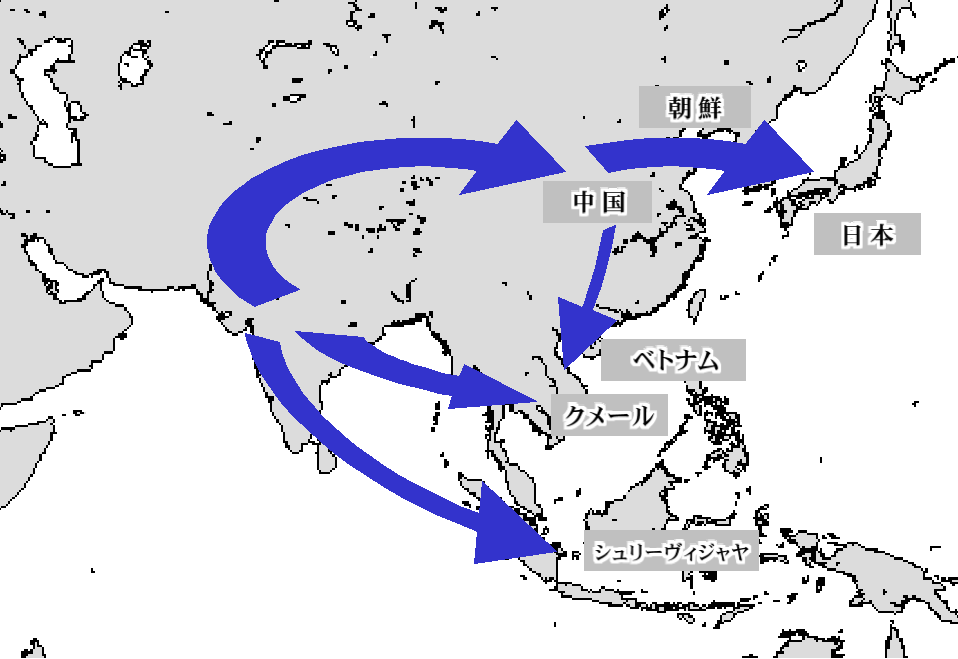
東南アジア、東アジア方面への仏教伝播

それからまたしばらくして、紀元前約3世紀の半ば頃に、アショーカ王は「法（ダルマ）」に基づく統治を志向し、帝国各地に法大官を置き、西方のエジプトやギリシア、南方のスリランカにも法の使節を遣わした。アショーカ王は仏教に帰依していたため、その「法」とは仏法から出たものだっただろうと推測される。南方仏教の伝承によると、その治世下では、アショーカ王の仏教の師とされるモッガリプッタ・ティッサが中心となって第三回の結集がパータリプトラ（華氏城）で行われた。また、モッガリプッタ・ティッサが音頭をとって、仏教教団から9つの地方に伝道師が派遣されたという。この頃に文字が使われ出し、それまでの口伝を基に出来たのが文字で書かれた経典・典籍である。文字としては主にブラフミー文字から派生した様々ないわゆるインド系文字で表記された。言語としては、大乗経典においては仏教混交梵語（m:en:Buddhist Hybrid Sanskrit）と呼ばれる言語やサンスクリット語が、主に南方に伝わった上座部経典においてはパーリ語が用いられた。パーリ語はセイロンを中心としている。そこで仏典がサンスクリットやそれに近い言語で書かれたものとパーリ語で書かれたものとが出てきた。このサンスクリットの頃の仏典の日本語訳は、南条文雄、中村元をはじめ、多くの人々によって取り組まれてきている。

### 大乗仏教
紀元前3世紀、インド初の統一国家となったマウリヤ朝の最盛期を築いたアショーカ王の時代、その保護の下でインド全域に広がった仏教は、やがて西北インドから中央アジアを経由して、紀元1世紀には中国の中原地方まで伝播した。そして、こうした流れの中、紀元前後に、単に生死を脱した阿羅漢ではなく、一切智智を備えた仏となって、積極的に一切の衆生を済度する教え「大乗仏教」が起こり、急速に広まっていった。中央アジアを経て中国、さらに朝鮮、日本、ベトナムへと伝わった仏教は、「北伝仏教」と呼ばれるが、大乗仏教と同義ではなく、西北インドや西域諸国では部派仏教も盛んで、中国にもその経典が伝えられた。
7世紀ごろベンガル地方で、ヒンドゥー教の神秘主義の一潮流であるタントラ教と深い関係を持った密教が盛んになった。この密教は、様々な土地の習俗や宗教を包含しながら、それらを仏を中心とした世界観の中に統一し、すべてを高度に象徴化して独自の修行体系を完成し、秘密の儀式によって究竟の境地に達することができ仏となること（即身成仏）ができるとする。密教は、インドからチベット・ブータンへ、さらに中国・ベトナム・朝鮮半島・日本にも伝わって、土地の習俗を包含しながら、それぞれの変容を繰り返している。また、大乗仏教では時代が下ると仏法が衰退することがしきりに説かれ（末法思想）、末法には古い仏教では救済できないとして様々な新しい教えが生まれた。
8世紀よりチベットは僧伽の設立や仏典の翻訳を国家事業として大々的に推進、同時期にインドに存在していた仏教の諸潮流を、数十年の短期間で一挙に導入した（チベット仏教）。その後チベット人僧侶の布教によって、チベット仏教はモンゴルや南シベリアにまで拡大していった。
仏教の教えは、インドにおいては上記のごとく段階を踏んで発展したが、近隣諸国においては、それらの全体をまとめて仏説として受け取ることとなった。中国および中国経由で仏教を導入した諸国においては、教相判釈により仏の極意の所在を特定の教典に求めて所依としたり、特定の行（加持祈祷、念仏、坐禅、唱題など）のみを実践するという方向が指向されたのに対し、チベット仏教では初期仏教から密教にいたる様々な教えを一つの体系のもとに統合するという方向が指向された。

### 現代
21世紀において仏教を国教または国教に準じた地位としているのはタイ・スリランカ・カンボジア・ラオス・ブータンである。現在の仏教は、かつて多くの仏教国が栄えたシルクロードが単なる遺跡を残すのみとなったことに象徴されるように、大部分の仏教国は滅亡・改宗・政教分離し、一応は世界三大宗教の一つでありながら仏教を主要な宗教にしている国は少なく人口ではヒンドゥー教より少ない。
発祥国のインドにおいては7世紀に唐の義浄が訪れた時点ですでに仏教が廃れており、ヒンドゥー教やイスラムとの争いもあり一度滅亡している（インドにおける仏教の衰退）。20世紀、アンベードガルにより、1927年から1934年にかけて仏教復興及び反カースト制度運動が起こり、20万あるいは50万人の民衆が仏教徒へと改宗した。2011年段階で0.8%（870万人）が仏教徒となっている。アンベードカルの遺志を継ぐ日本人僧・佐々井秀嶺により運動が続けられており、毎年10月には大改宗式を行っているほか、ブッダガヤの大菩提寺の奪還運動や世界遺産への登録、仏教遺跡の発掘なども行われている。
古くは、ヒンドゥー教や大乗仏教を信奉してきた東南アジアの王朝では、次第にスリランカを起点とした上座部仏教が、その地位に取って代わるようになり、タイ等では現在まで広く根付いている。しかし、中央アジアの大部分と東南アジアの一部はヒンドゥー教、次いでイスラム教へと移行したほか、西欧の侵攻と植民地化を受けて伝統文化自体が大きく破壊されている地域が多い。アフガニスタンでタリバーンにより石窟が爆破されたのが象徴的な事件である。
東アジアでは三武一宗の廃仏をはじめとして儒教、道教、神道等と対立することが多々あり、中世・近世の儒教（朱子学）重視政策、近代の欧化主義や共産主義等との対立の中で衰退に向かった。日本では近世以降寺請制度と廃仏毀釈、戦後のアメリカナイゼーション・合理主義化・マルクス主義流行等を耐え忍び、葬式仏教・観光仏教の色彩が強いものの東アジアの中では比較的温存されており、熱心な信仰者や研究対象としている学者は根強く存在している。20世紀には日蓮主義や日本主義など仏教と近代思想を合成した思想運動が強まり、中でも創価学会が急激に増加。公明党を組織して政権与党となっているものの政教分離の観点からはたびたび議論される。大韓民国ではもともと李氏朝鮮の儒教政策により仏教が壊滅的打撃を受け、20世紀からはキリスト教の勢力拡大が著しく、キリスト教徒による排仏運動も起きている。台湾では道教や民間信仰と習合した形態となっている。中国・チベット・北朝鮮・モンゴルでは共産化によって宗教が弾圧されている。ただしモンゴルでは民主化によりチベット仏教が復権しているほか、中国では改革開放以降観光分野では復興している（ただしチベット仏教は厳しく監視されている）。ベトナムでは共産党政権により宗教の冷遇はされているものの、仏教がベトナム戦争勝利に大きな役割を果たしたこともあって組織的な弾圧は受けることなく、一定の地位を保っている。
各地域の仏教については以下を参照。
- 紀元前5世紀頃 - インドで仏教が開かれる（インドの仏教）
- 紀元前3世紀 - セイロン島（スリランカ）に伝わる（スリランカの仏教）
- 紀元後1世紀 - 中国に伝わる（中国の仏教）
- 4世紀 - 朝鮮半島に伝わる（朝鮮の仏教）
- 6世紀 - 日本に伝わる（日本の仏教）[84]
- 7世紀前半 - チベットに伝わる（チベット仏教）
- 11世紀 - ビルマに伝わる（東南アジアの仏教）
- 13世紀 - タイ王国に伝わる（タイの仏教）
- 13〜16世紀 - モンゴルに伝わる（チベット仏教）
- 15世紀末 - カトマンズ渓谷で仏教が中興される（ネワール仏教）[85]
- 17世紀 - カスピ海北岸に伝わる（チベット仏教）
- 18世紀 - 南シベリアに伝わる（チベット仏教）

## 分布

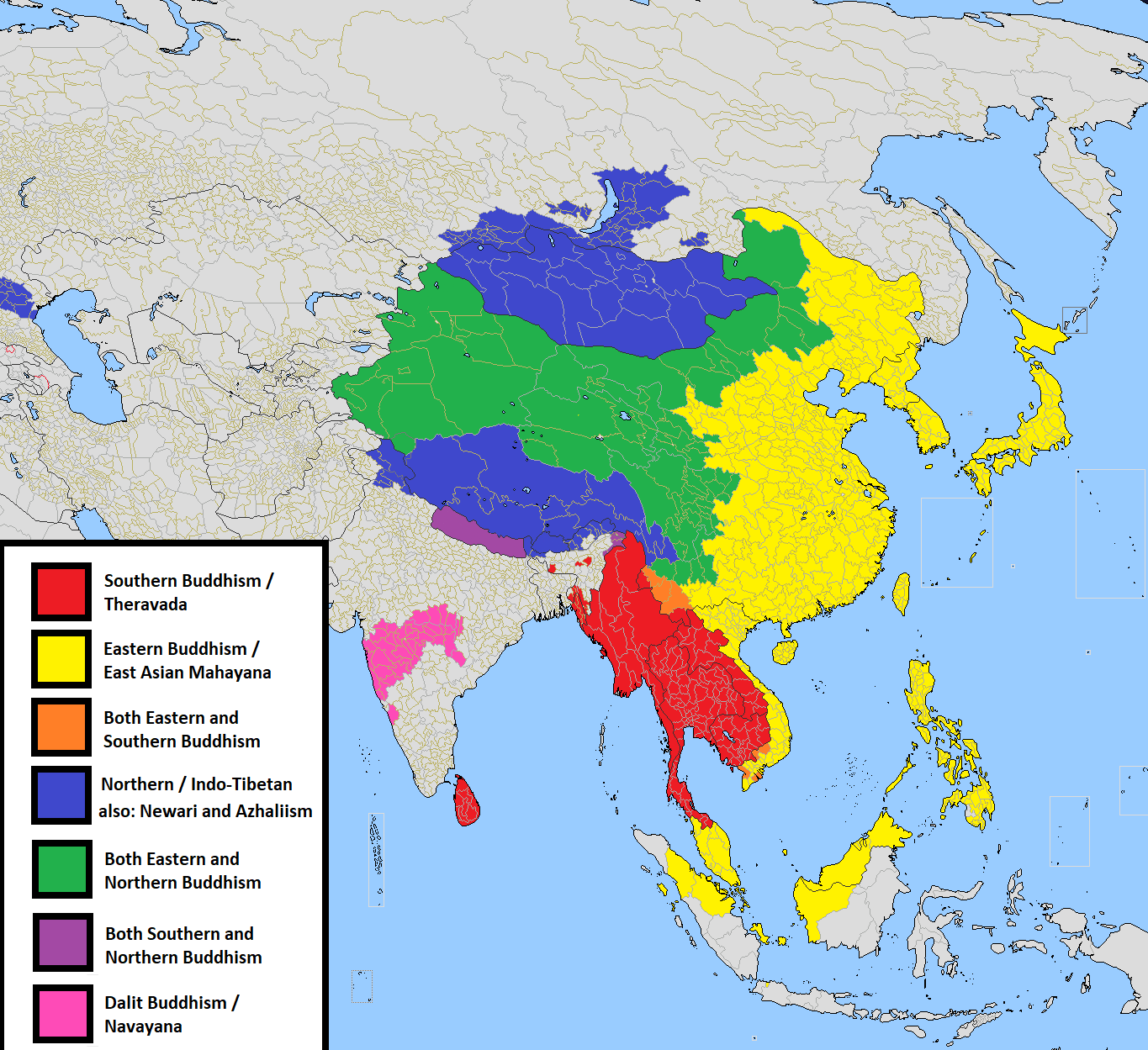
仏教徒が多数を占める地域の図。赤色は上座部仏教、青色はチベット仏教系、黄色は中国仏教系の勢力圏を示している

ピュー研究所による2010年の仏教徒の割合図

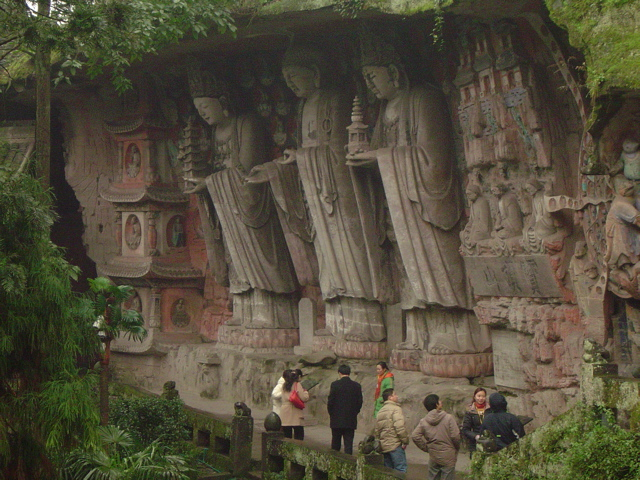
中国、重慶市の大足石刻の華厳三聖像

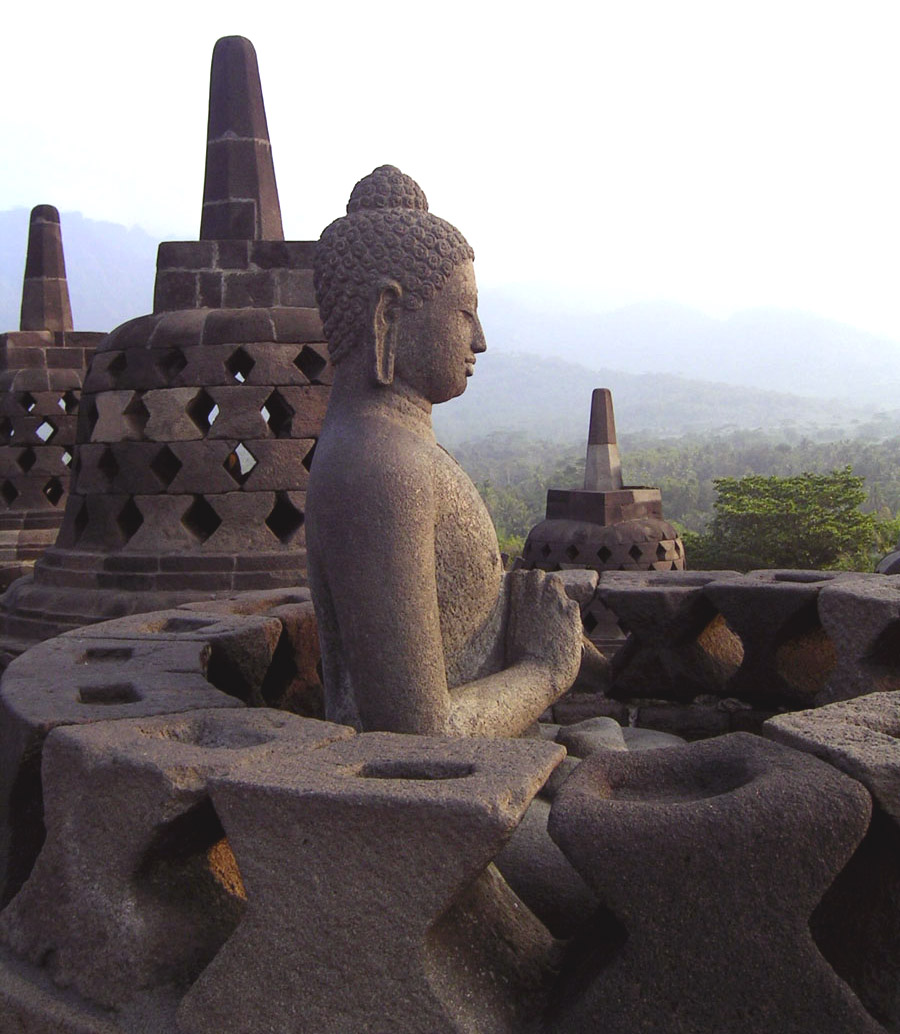
インドネシアのボロブドゥール寺院遺跡群に残る仏像

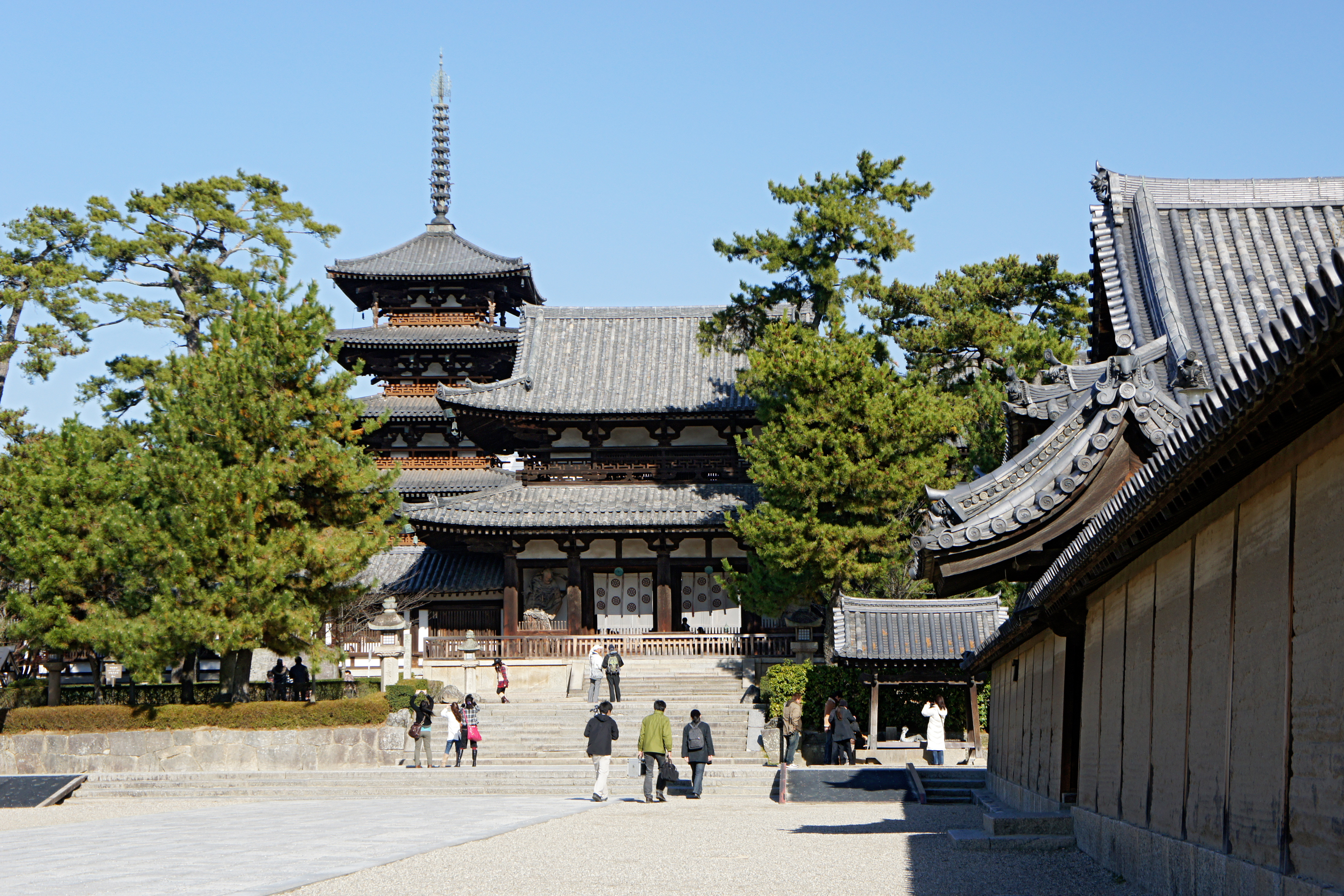
日本の法隆寺。7世紀の北東アジアの仏教寺院の代表的なものである

資料や統計により数値は異なるものの、2010年代において世界の仏教徒の総数は4.88億から4.95億、または5.35億人にのぼり、世界の総人口の7%から8%が信仰していると推定されている。最も仏教徒の人口が多い国は中国であり、総人口の18%、2.44億人が信仰していると推定されている。彼らは主に中国の仏教諸派を信仰しており、中国仏教の属する大乗仏教の最大の信徒集団となっている。このほかに、日本や台湾などを含めた東アジア全体での仏教信者は、世界の仏教徒の半数以上を占めている。日本においては統計によって信徒数が非常に大きく異なる。
ピーター・ハーヴェイが2013年に報告した人口統計学の分析によると、世界の仏教のうちで大乗仏教は3.6億人、上座部仏教は1.5億人の信者を持ち、密教系は1900万人の信者を持っている。また、仏教徒のほとんどはアジアに居住しているが、アジア以外の仏教信者も700万人ほど存在する。
ジョンソンとグリムの2013年の研究によると、1910年には仏教徒の人口は1億3800万人であり、そのうち1億3700万人はアジアに居住していたが、2010年には仏教徒の人口は4億9500万人にのぼり、そのうちアジアの仏教徒は4億8700万人だった。この間、パキスタン、サウジアラビア、レバノン、いくつかの西ヨーロッパ諸国においては仏教徒の数が高い増加率を示した。2000年から2010年にかけては、カタール、アラブ首長国連邦、イラン、いくつかのアフリカの国々で仏教徒数が高い成長率を示している。
カンボジアやタイでは仏教徒は人口の90%以上を占め、そのほかにミャンマーやラオスでも仏教徒は高い比率を示しており、東南アジア大陸部においては仏教が最も重要な宗教となっているといえる。これらの国では上座部仏教が主に信仰されている。また、発祥の地である南アジアにおいては、インドでは仏教は衰退したものの、ブータンやスリランカなどでは仏教徒は高い比率を示している。スリランカでは仏教は主に南部に居住し人口の3分の2を占めるシンハラ人によって信仰されており、北部に居住しヒンドゥー教を信仰するタミル人との間には宗教的な対立が存在する。大乗仏教は東アジアで広く信仰され、信徒数は上座部仏教よりもはるかに多いものの、国家における人口比ではそれほど高くはない国がほとんどである。大乗仏教国で最も信徒比率が高い国はブータンであり、チベット仏教の一派であるカギュ派が国教の地位にあり、広く信仰される。チベット仏教は、モンゴルにおいても広く信仰されている。東アジアにおいてもっとも信徒比率が高い国もモンゴルである。
2050年の予想では、キリスト教やイスラム教、ヒンドゥー教が増える一方で、仏教はほとんど増減がないと予測されている。

### 言語圏
伝統的に仏教を信仰してきた諸国、諸民族は、経典の使用言語によって、サンスクリット語圏、パーリ語圏、漢語圏、チベット語圏の4つに大別される。パーリ語圏のみが上座部仏教で、残る各地域は大乗仏教である。
サンスクリット語圏ネパール（ネワール族、チベット・ビルマ系）、インド（ベンガル仏教、新仏教等）
パーリ語圏タイ、ビルマ、スリランカ、カンボジア、ラオス等。
漢語圏漢民族（中国・台湾）、朝鮮民族（中国東北部・朝鮮など）、日本、ベトナム等。
チベット語圏チベット民族（チベット、ブータン、ネパール、インドなどの諸国の沿ヒマラヤ地方に分布）、モンゴル系民族（モンゴル国、中国内蒙古ほか、ロシア連邦ブリヤート共和国やカルムイク人）、ツングース系民族の満州族（中国東北部など）、テュルク系民族のトゥヴァ人（ロシア連邦トゥヴァ共和国）など。

## 宗派
釈迦以後、インド本国では大別して部派仏教、大乗仏教、密教が時代の変遷と共に起こった。

### 部派仏教
アビダルマ仏教とも呼ばれる。釈迦や直弟子の伝統的な教義（三蔵聖典）を守る保守派仏教。仏滅後100年頃に戒律の解釈などから、上座部と大衆部に分裂（根本分裂）、さらにインド各地域に分散していた出家修行者の集団らは、それぞれに釈迦の教えの内容を整理・解析するようになる。そこでまとめられたものを論蔵（アビダルマ）といい、それぞれの論蔵を持つ学派が最終的におおよそ20になったとされ、これらを総称して部派仏教という。このうち現在まで存続するのは、上座部（分別説部、保守派、長老派）のみである。

### 上座部仏教
上座部仏教では、人は自らに頼り、自ら修行をして真理（法）に目覚め、「悟り」を得る。最終的には「あらゆるものごとは、我（アートマン）ではない」（無我）「我（アートマン）を見つけ出すことはできない」と覚り、全ての欲や執着を捨てることによって、苦の束縛から解放されること（＝解脱）を求めることである。一般にこの境地を『涅槃』と呼ぶ。
上座部仏教では、釈迦を仏陀と尊崇し、その教え（法）を理解し、自分自身が四念住、止観などの実践修行によって、さとりを得、煩悩を除き、輪廻の苦から解脱して、涅槃の境地に入ることを目標とする。神頼みによって解脱するといった考えは、戒禁取見として否定される。

### 大乗仏教
部派仏教では、出家であれ在家であれ、自らの救済を目指し、阿羅漢という境地を目指した。大乗仏教は、人は他者により済度されることが可能であるとする教義を持つ。インド北部において部派仏教から派生したと考えられ、ヒマラヤを越えて中央アジア、中国へ伝わったことから北伝仏教ともいう。おおよそ初期・中期・後期に大別され、中観派、唯識派、浄土教、禅宗、天台宗などとそれぞれに派生して教えを変遷させていった。新興勢力である大乗仏教は、部派仏教を自分だけの救いを求めていると見なし、小乗（ヒーナヤーナ、劣った乗り物）と蔑称で呼んだ。
大乗仏教では、一般に数々の輪廻の中で、徳（波羅蜜）を積み、阿羅漢ではなく、仏陀となることが究極的な目標とされるが、
自身の涅槃を追求するにとどまらず、苦の中にある全ての生き物たち（一切衆生）への救済に対する誓いを立てること（＝誓願）を目的とする立場もあり、その目的は、ある特定のものにまとめることはできない。さらに、道元のいう「自未得度先度佗（じみとくどせんどた）」（『正法眼蔵』）など、自身はすでに涅槃の境地へ入る段階に達していながら仏にならず、苦の中にある全ての生き物たち（一切衆生）への慈悲から輪廻の中に留まり、衆生への救済に取り組む面も強調・奨励される。

#### 密教
後期大乗仏教とも。インド本国では4世紀より国教として定められたヒンドゥー教が徐々に勢力を拡張していく。その中で部派仏教は6世紀頃にインドからは消滅し、7世紀に入って大乗仏教も徐々にヒンドゥー教に吸収されてゆき、ヒンドゥー教の一派であるタントラ教の教義を取り入れて密教となった。すなわち密教とは仏教のヒンドゥー化である。
中期密教期に至り、密教の修行は、口に呪文（真言、マントラ）を唱え、手に印契（いんげい）を結び、心に大日如来を思う三密という独特のスタイルをとった。曼荼羅はその世界観を表したものである。教義、儀礼は秘密で門外漢には伝えない特徴を持つ。秘密の教えであるので、密教と呼ばれた。
「秘密の教え」という意味の表現が用いられる理由としては、顕教が全ての信者に開かれているのに対して、灌頂の儀式を受けた者以外には示してはならないとされた点で「秘密の教え」だともされ、また、言語では表現できない仏の悟り、それ自体を伝えるもので、凡夫の理解を超えているという点で「秘密の教え」だからだとも言う。
密教は、中国を経て日本にももたらされ、真言宗が形成されたほか、天台宗も密教を取り入れた。一方、8世紀にチベットに伝えられた密教はチベット仏教の根幹となった。

## 仏像

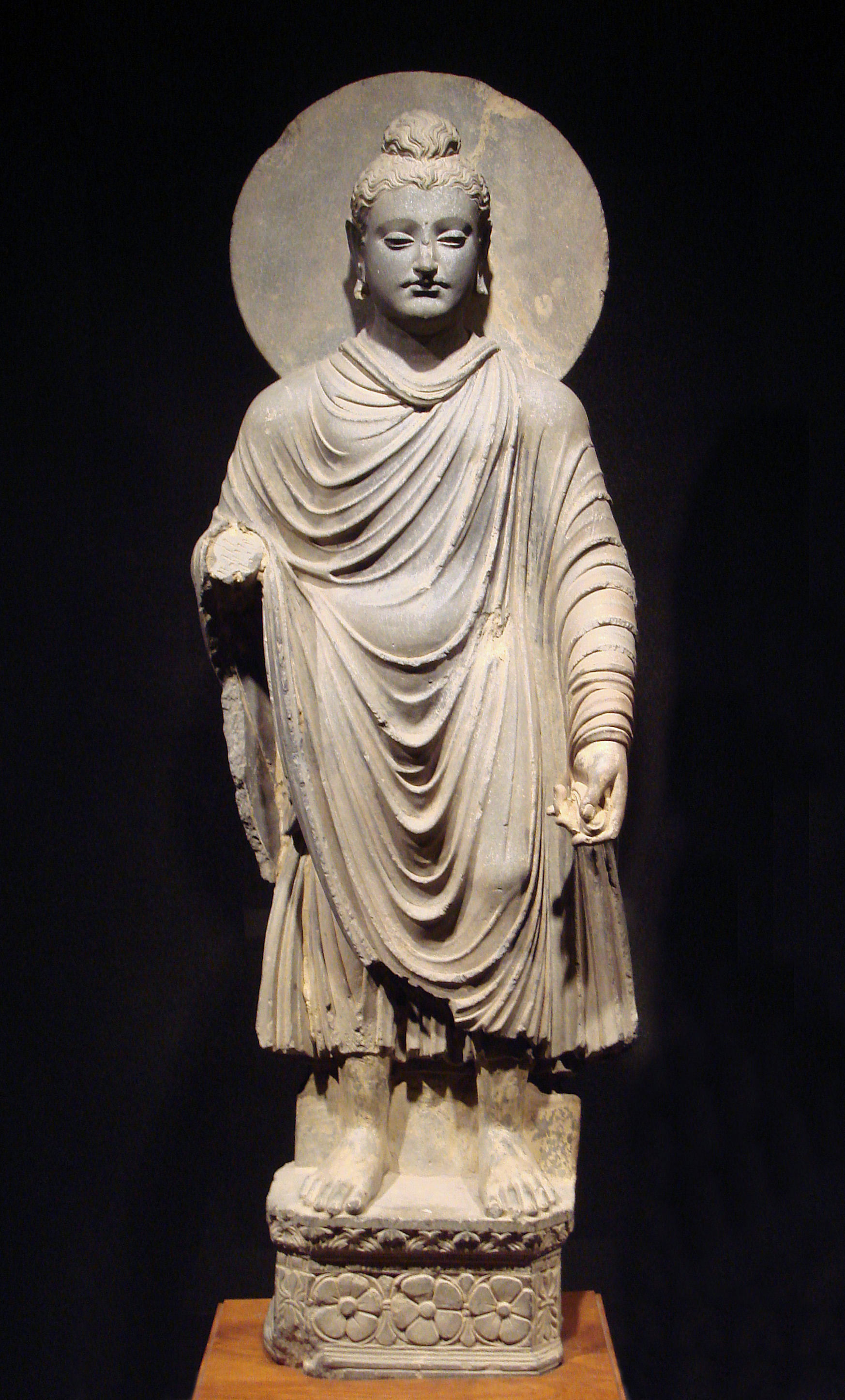
ガンダーラ仏像

初期仏教では、具体的に礼拝する対象はシンボル（菩提樹や仏足石、金剛座）で間接的に表現していたが、ギリシャ・ローマの彫刻の文明の影響もあり、紀元1世紀頃にガンダーラ（現在のパキスタン北部）で直接的に人間の形の仏像が製作されるようになり、前後してマトゥラー（インド）でも仏像造立が開始された。仏像造立開始の契機については諸説あるが、一般的には釈迦亡き後の追慕の念から信仰の拠りどころとして発達したと考えられている。仏像の本義は仏陀、すなわち釈迦の像であるが、現在は如来・菩薩・明王・天部など、さまざまな礼拝対象がある。
- 如来 - 「目覚めた者」「真理に到達した者」の意。悟りを開いた存在。釈迦如来のほか、薬師如来、阿弥陀如来、大日如来など。
- 菩薩 - 仏果を得るため修行中の存在。すでに悟りを開いているが、衆生済度のため現世に留まる者ともいわれる。如来の脇侍として、または単独で礼拝対象となる。観音菩薩、地蔵菩薩、文殊菩薩など。
- 明王 - 密教特有の尊格。密教の主尊たる大日如来が、難化の衆生を力をもって教化するために忿怒の相をもって化身したものと説かれる。不動明王、愛染明王など。
- 天部 - 護法善神。その由来はさまざまだが、インドの在来の神々が仏教に取り入れられ、仏を守護する役目をもたされたものである。四天王、毘沙門天（四天王の一である多聞天に同じ）、吉祥天、大黒天、弁才天、梵天、帝釈天など。